# Rhyssemus falcatus
Rhyssemus falcatus är en skalbaggsart som beskrevs av Rudolph Petrovitz 1961. Rhyssemus falcatus ingår i släktet Rhyssemus och familjen Aphodiidae. Inga underarter finns listade i Catalogue of Life.